# APEP
APEP (řecky Aθλητική Ποδοσφαιρική Ένωση Πιτσιλιάς; Athlitiki Podosfairiki Enosi Pitsilia – Atletická fotbalová unie Pitsilia) je kyperský fotbalový klub z obce Kyperounta v regionu Pitsilia, který byl založen v roce 1979. Letopočet založení je i v klubovém emblému. Domácím hřištěm je stadion Kyperountas s kapacitou cca 6 000 míst.
Klubové barvy jsou modrá a bílá.
Klub hraje druhou kyperskou ligu B' katigoría.

## Logo
Klubovému logu dominuje letící bílá holubice s dopisní obálkou v zobáčku a nápis ΑΠΕΠ. V emblému je i letopočet založení 1979.